# Intuizione intellettuale
L’intuizione intellettuale, nell'idealismo, è l'atto con cui il pensiero, nel riflettere su di sé, si rende oggetto a se stesso. Prendendo coscienza di sé, esso si dà un contenuto tramite il quale riesce così ad attivarsi: il pensiero è infatti necessariamente pensiero di qualcosa, poiché non esiste un pensiero senza contenuto. L'intuizione intellettuale è dunque l'attività originaria con cui il pensiero pone se stesso, e tramite cui, conoscendosi, rende possibile un sapere nel quale consiste propriamente la filosofia stessa. Essa è la percezione immediata che Io sono; è un apprendere e al contempo un produrre la propria autocoscienza.

## Significato del termine
Dal punto di vista terminologico, intuizione intellettuale significa autoevidenza del pensiero, intuizione che l'intelletto ha di se stesso. Entrambi i termini intuizione e intellettuale si possono far derivare dalla stessa radice latina intus, che significa "dentro". In più, intellettuale è composto da intus + legere, che vuol dire "leggere dentro". Si tratta infatti di un sapere interiore, non comunicabile se non in forma mediata, oggettivabile a prezzo della perdita della soggettività originaria. L'intuizione intellettuale è il fondamento, il principio cardine di ogni filosofia idealistica, quale furono a cavallo tra il Settecento e l'Ottocento quelle di Fichte e Schelling, pur essendo un principio noto sin dall'antichità e che ha attraversato quasi tutta la storia della filosofia occidentale.

## Kant: le origini della questione
Basandosi sul presupposto che il pensiero e il suo oggetto siano il risultato della medesima attività, e che l'oggetto debba essere qualcosa di reale (in senso ontologico) per rendere effettivamente possibile l'esplicarsi del pensiero, l'intuizione intellettuale implica un'identità immediata di essere e pensare. Kant, critico verso ogni metafisica, la sottopose al vaglio della critica medesima, affermando che una tale identità di soggetto e oggetto valesse solo su un piano concettuale, comunque separato dalla realtà. Secondo Kant, l'intelletto non può accedere direttamente alla cosa in sé, perché nel rapportarsi ad essa la sua attività è mediata dai sensi.
Kant ammette per l'uomo, considerato come essere ragionevole ma finito, solo L'intuizione sensibile, tramite le forme a priori dello spazio e del tempo. Queste recepiscono la realtà non per come essa è, ma per come a loro appare  (fenomeno). Le categorie dell'intelletto possono unificare unicamente il molteplice dato, nelle forme pure dell'intuizione (spazio e tempo) dando luogo al Fenomeno, l'oggetto della conoscenza. Kant riteneva che solo Dio o un intelletto divino fosse capace di intuizione intellettuale; l'io kantiano, noto come appercezione trascendentale (o io penso), non è un'attività creatrice ma soltanto ordinatrice, un "legislatore della natura", che unifica il materiale amorfo proveniente dai sensi.
In tal modo restavano tuttavia aperti alcuni problemi: la conoscenza umana appariva totalmente slegata dalla realtà o cosa in sé (che per Kant costituiva il vero Assoluto, oggetto della metafisica tradizionale), arroccata in un soggettivismo sostanzialmente relativistico, senza vie d'uscita, cosa che contrastava col presunto carattere universale e necessario del sapere scientifico, che Kant stesso voleva salvare; in secondo luogo, se il noumeno o cosa in sé non era da porre minimamente in relazione con la struttura conoscitiva umana, restava da capire come potesse arrivare a informare gli organi di senso, che su di esso danno luogo al fenomeno.

## Rilettura del criticismo in chiave ontologica
Questi problemi, che Kant aveva tentato in parte di risolvere ricorrendo allo schematismo trascendentale con cui rivalutava il ruolo della immaginazione, vennero affrontati successivamente da Reinhold, il quale finì col riabilitare l'importanza dell'intuizione intellettuale, ipotizzando che il noumeno non sia esterno alla rappresentazione che l'uomo fa della realtà, ma interno. Fichte chiarì meglio il concetto, affermando che la cosa in sé è frutto di una produzione inconscia dell'io, che questi non riconosce ancora come tale; in tal modo Fichte rendeva ragione anche del punto di vista del realismo, secondo cui la realtà esiste indipendentemente dall'osservatore.
Quell'unità immediata di soggetto e oggetto che Kant considerava qualcosa di puramente formale o concettuale, divenne per Fichte, e successivamente per Schelling, un assioma non solo formale, ma costitutivo di ogni sapere che aspiri ad essere universale e necessario. Costoro si appellarono in proposito alla logica formale di non-contraddizione, secondo cui l'essere e il pensare necessariamente coincidono. Pur reinterpretandola  in senso idealistico, si trattava di quella stessa logica "formale", unita bensì indissolubilmente a un contenuto "reale", utilizzata la prima volta da Parmenide e in seguito da una lunga serie di filosofi, come Platone, Aristotele, Plotino, Agostino, Tommaso, Cusano, Spinoza.
Il loro punto in comune consisteva nel riconoscimento dell'intuizione quale forma suprema e immediata del sapere. Lo strumento di cui si erano serviti era la dialettica, con cui la ragione prende atto che non può esistere un soggetto senza oggetto, l'essere senza il pensiero, e viceversa, pena la caduta in un relativismo irrazionale. Un pensiero filosofico che prescinda dall'identità con l'essere, cioè con la verità, diverrebbe inconsistente per sua stessa ammissione. Privo di fondamento, si avviterebbe in una contraddizione logica, la cui forma più esplicita è rappresentata dal paradosso del mentitore. Occorreva quindi partire da questa suprema identità per poter sviluppare un sistema filosofico fondato e coerente, identità che rimane tuttavia non dimostrabile di per sé, né accertabile empiricamente, ma raggiungibile unicamente per via negativa, da ammettere appunto tramite intuizione. E nell'intuire se stesso il pensiero, cioè l'Io, non solo pensa l'oggetto, ma lo pone, cioè lo crea.

### Fichte

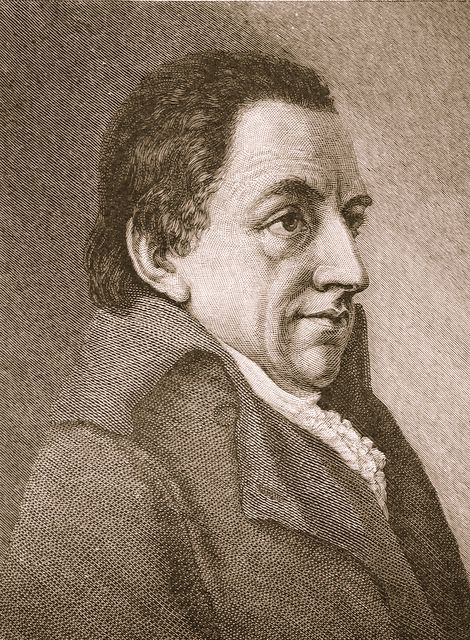
Fichte

L'io per Fichte non è dunque una realtà statica o finita, né un dato di fatto, bensì un atto, una condizione di estasi creatrice, un'attività contemplativa auto-ponentesi all'infinito          (attualismo). Questa attività si esplica tramite l'intuizione, attraverso la quale l'Io si coglie come Io puro, cioè l'autocoscienza, che è per Fichte l'intuizione intellettuale stessa, che però è originariamente inconscia. Nell'intuire se stesso, infatti, l'Io si pone, stabilendo un'identità io=io, e così sdoppiandosi in un soggetto conoscente e un oggetto conosciuto. L'oggetto, in cui l'io si riconosce, è ciò su cui egli esercita la conoscenza, mentre il soggetto rimane a monte di tale conoscenza, e costituisce perciò la parte in ombra, ignorando la quale egli è portato a credere che non gli appartenga. Il soggetto finisce così per identificarsi in un io limitato    (io divisibile) non più infinito, a cui contrappone un non-io, da lui identificato col mondo, presumendolo esterno a sé: questo mondo consta di una molteplicità di oggetti empirici particolari, divisi in genere e specie (non -io divisibili).
Che il mondo sia in realtà la parte inconscia dell'io non può essere provato o dimostrato razionalmente, trattandosi appunto di una produzione inconscia, e va perciò intuìto, ovvero ammesso a priori con un atto di fede; si tratta però di un postulato imprescindibile per il costituirsi di una razionalità coerente, consentendo di spiegare perché all'io si contrapponga dialetticamente un non-io. L'idealismo per Fichte consiste proprio nel prendere coscienza di questa intuizione. Veniva a ripresentarsi in tal modo il pensiero tipico della teologia negativa, basato su un principio primo non raggiungibile per via positiva, ma da ammettere su un piano mistico per un'esigenza del pensiero.
La ricomposizione del dualismo soggetto/oggetto, io/non-io, avviene non per il tramite di una mediazione razionale, poiché è impossibile oggettivare o rendere finito ciò che è infinito, bensì riconoscendosi nell'attività infinita dell'Io, che avviene nell'agire etico; l'io infatti, che risulta limitato dal non-io, può arrivare a comprendere che il non-io è parte di sé non respingendo questo limite, ma solo accettandolo e misurandosi con esso. La vera natura dell'io la si coglie dunque nell'azione, nel suo agire trascendentale, cioè funzionale al non-io. L'idealismo filosofico stesso ha valore per Fichte nella misura in cui non si limita a fornire un sapere statico fine a se stesso, ma solo in quanto è propedeutico all'agire, in quanto sprona l'Io a muovere verso la scoperta della propria unità originaria: fine e strumento di questa scoperta è l'intuizione intellettuale.

### Schelling

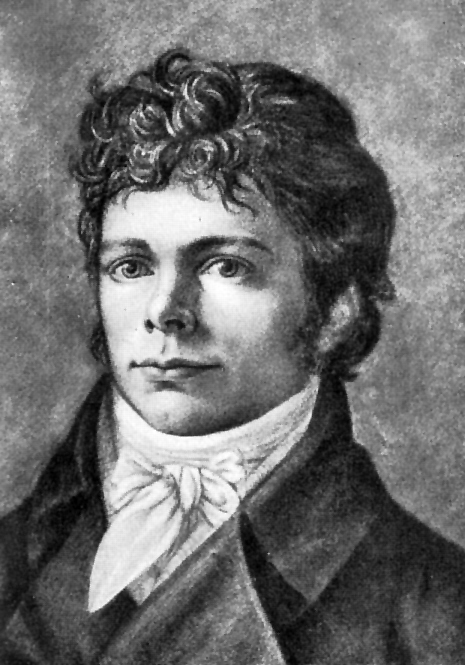
Schelling

Anche per Schelling l'intuizione intellettuale è l'atto che rende possibile l'idealismo filosofico, e senza il quale questo risulta incomprensibile. L'idealismo va ammesso a priori, come "conditio sine qua non" di qualunque sapere razionale non inconsistente.
(Schelling, dalla Grande Antologia Filosofica, Marzorati, Milano 1971, vol. XVIII, pagg. 153-155)
Reinterpretando l'intuizione intellettuale in chiave sempre più ontologica, più di quanto avesse fatto Fichte, Schelling identifica l'Io con l'Assoluto, con la totalità intesa come Dio. E lo vede tendersi in due direzioni opposte ma trascendentali, cioè complementari tra loro: da un lato, in quanto Spirito, l'Io vuole conoscere se stesso. Ma d'altro lato, poiché non si può avere coscienza di qualcosa senza rapportarla al suo contrario, l'Io deve porre a sé un limite che gli faccia da contraltare e gli si opponga: il non-io o la Natura. Quest'ultima non potrebbe svolgere la sua funzione di limite se non fosse inconscia. Spirito e Natura sono così due poli che tendono a risolversi l'uno nell'altro, pur mantenendo ciascuno una propria autonomia. Una tale polarità deriva dalla duplice valenza dell'intuizione intellettuale, che è per Schelling un'intuizione teoretica e al tempo stesso produttiva, con la quale Dio crea il mondo in uno stato di estasi più o meno onirico.
Mentre però sul piano teorico si può solo riconoscerla ma non riprodurne gli effetti, sul piano etico-pratico l'intuizione diventa creativa e operante, realizzando all'infinito un progressivo ricongiungimento della ragione col principio assoluto da cui essa emana. Solo nell'attività artistica, infine, questo ricongiungimento, attraverso l'intuizione estetica, diventa già pienamente compiuto e realizzato, e si coglie l'Assoluto come identità di spirito e Natura.

### Hegel
L'intuizione intellettuale ricevette invece critiche aspre da parte di Hegel, che la considerava mistica e irrazionale, essendo per lui soltanto una forma esoterica e arcana di conoscenza, valida solo per l'arte, in cui peraltro è comunque colto lo Spirito Assoluto (Dio) come dimostrano soprattutto le "Lezioni di estetica" (pubblicate postume dai suoi studenti). Hegel non solo  ribaltò la precedente prospettiva kantiana, affermando la superiorità della ragione sull'intelletto (contro Kant),  ma anche e soprattutto la prospettiva sull'intuizione (contro Fichte, Schelling e il Romanticismo). Hegel infatti riteneva superiore il sapere mediato rispetto a quello immediato. Nel tentativo di spiegare per via razionale il motivo per cui l'intuizione si produce nel soggetto, Hegel ritenne insufficiente la logica di non contraddizione, e risolse il problema attraverso la Dialettica, come logica della contraddizione, pervenendo all'infinito come Spirito Assoluto. Nel sistema filosofico hegeliano, caratterizzato dal ritmo triadico della dialettica (ben rappresentato dalla Enciclopedia delle scienze filosofiche in compendio), anche la Religione rivelata, come rappresentazione simbolica dello Spirito Assoluto (Dio), si dimostra superiore all'intuizione (propria dell'arte). Secondo questa concezione panlogistica, Hegel conferisce solo alla ragione (Vernunft) --distinta dall'intelletto (Verstand)- vero organo della filosofia, il privilegio di pervenire, attraverso la "fatica del concetto", allo Spirito assoluto (Dio) in maniera compiuta. Il risultato di questa concezione è l'identificazione hegeliana della metafisica con la logica. Hegel infatti ha fatto coincidere su un piano definitivo e immanente (non più trascendente) ogni principio col suo contrario.
In tal modo con Hegel, che ha esaltato la ragione dialettica, si decretò quasi completamente  l'abbandono dell'intuizione intellettuale da gran parte della filosofia successiva.